# Juan Trippe

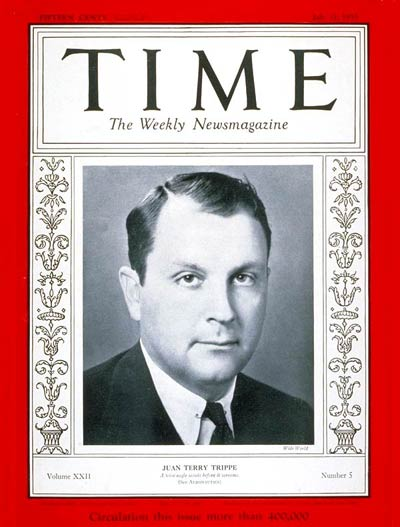
Trippe, Time, 1933

Juan Terry Trippe (27 tháng 6 năm 1899 - 3 tháng 4 năm 1981) là nhà doanh nghiệp và tiên phong trong hàng không.
Ông tốt nghiệp trường The Hill School vào năm 1917, và Đại học Yale vào năm 1921. Ông bắt đầu làm việc ở Phố Wall nhưng sớm trở nên nhàm chán. Sau khi nhận được gia tài thừa kế ông bắt đầu làm việc với New York Airways, một công ty hàng không vận tải cho sự giàu có và quyền lực.
Cùng với một số người bạn giàu có từ hồi còn ở Yale, Trippe đã đầu tư vào một công ty hàng không có tên Colonial Air Transport. Quan tâm đến việc mở đường bay tới Caribê, Trippe thành lập Aviation Corporation of the Americas. Tọa lạc ở Florida, công ty sẽ phát triển thành công ty hàng không non trẻ Pan Am, sau đó được biết đến là Pan American Airways. Chuyến bay đầu tiên của Pan Am cất cánh từ Key West, Florida vào ngày 28 tháng 10 năm 1927. Sau đó Trippe mua lại China National Aviation Corporation để cung cấp các chuyến bay nội địa ở Cộng hòa Trung Hoa, và trở thành đối tác của Pan American-Grace Airways. Vào thập niên 1930, Pan Am trở thành hãng hàng không đầu tiên vượt qua vùng biển Thái Bình Dương với những chiếc máy bay Clipper nổi tiếng.
Trippe phục vụ với tư cách là Chủ tịch của Ban Giám đốc của hãng cho dù 2 năm giữa việc thành lập công ty và chiến tranh thế giới lần 2. Sonny Whitney (tên thân mật của Cornelius Vanderbilt Whitney), một nhà cổ đông được điều khiển để nắm lấy vị trí này. Sau đó ông ta hối hận về việc này và cho phép Trippe quay lại vị trí đó. Trippe thất bại trong việc tha thứ cho Whitney trong một thời gian dài. Theo một khía cạnh, Trippe đã từng đồng ý tiếp Whitney cho bữa trưa của sự hòa giải nhưng sau đó lại thay đổi khi ông đang rời khỏi văn phòng ở Tòa nhà Chrysler và thay vào đó ông trở lại văn phòng.
Hãng hàng không của Trippe tiếp tục bành trướng trên toàn thế giới trong suốt Chiến tranh Thế giới thứ 2. Pan Am là một trong số ít các hãng hàng không mà không bị ảnh hưởng rộng rãi của chiến tranh.
Trippe có trách nhiệm trong một số sự đổi mới của hàng không thế giới. Một người tin tưởng vững chắc trong ý tưởng của du lịch hàng không cho tất cả, Trippe được tin là cha đẻ của ghế hạng hai trong ngành công nghiệp hàng không. Trippe nhanh chóng nhận ra cơ hội hiện diện của máy bay phản lực và sau đó đặt hàng một số lượng các máy bay Boeing 707 và McDonnell Douglas DC-8. Chuyến bay bằng máy bay phản lực đầu tiên của Pan Am hoạt động vào tháng 10 năm 1958 với chiếc Boeing 707 bay từ Sân bay Idlewild International Airport (ngày nay là Sân bay Quốc tế JFK) tới Paris. Những chiếc phản lực mới cho phép Pan Am giới thiệu giá vé thấp hơn và chở được nhiều hành khách hơn.
Năm 1965, Trippe đã hỏi người bạn của ông ta là Bill Allen tại Boeing để sản xuất một chiếc máy bay to hơn Boeing 707. Kết quả là chiếc Boeing 747 ra đời. Pan Am là khách hàng đầu tiên của chiếc máy bay lớn này.
Đầu tiên, Trippe tin rằng chiếc 747 cơ bản nhất được trù định trong những đoạn đường chuyển hàng hóa và sẽ được thay thế bởi những chiếc máy bay nhanh hơn, những chiếc máy bay siêu âm đang được chế tạo. Những chiếc máy bay siêu âm thất bại trong việc hiện thực hóa, trừ những chiếc Concorde và Tupolev Tu-144 và chiếc 747 trở thành biểu tượng của du lịch hàng không.
Trippe về hưu vào năm 1968. Ông tiếp tục tham dự vào những cuộc họp mặt của Ban Giám đốc và xuất hiện trong một văn phòng của Tòa nhà công ty tại Đại lộ Park. Sự thay thế đầu tiên của ông ta, Harold Gray đã phải về hưu sớm sau khi trở thành Chủ tịch vì phải đối mặt với căn bệnh ung thư. Najeeb Halaby, người thay thế tiếp theo được trông thấy quá hùng hổ và bốc đồng bởi các giám đốc và sau đó bị đuổi việc. Tướng William Seawell là Chủ tịch tiếp theo và Trippe mất trong lúc William đương nhiệm tại Los Angeles vào năm 1981, ông được chôn cất ở Nghĩa trang Green-Wood tại Brooklyn, New York.
Năm 1985, ông được Tổng thống Mỹ Ronald Reagan truy tặng Huân Chương Tự Do.
Cho dù thông thường Trippe được tin là người Cuba bản xứ hoặc một phần nào, trên thực tế ông là người Bắc Âu theo dòng họ tổ tiên. Ông được đặt tên theo người cô từ Cuba của mẹ ông ta. Có những đồn thổi rằng Trippe không thích cái tên của mình và thậm chí từng xem xét việc đổi tên nhưng ông cũng dần từ bỏ ý nghĩ này khi cái tên đó đã tạo cho ông có lợi thế khi đàm phán ở Mỹ La Tinh, khi nhiều người nghĩ ông là người Tây Ban Nha hoặc Bồ Đào Nha.
Juan Trippe từng là thành viên của câu lạc bộ Saint Andrews Golf Club ở Scotland.
Ông sơ của Trippe, Đại úy Hải quân John Trippe là thuyền trưởng của tàu USS Vixen. Tên của John Trippe được đặt cho 4 chiếc tàu chiến để vinh danh ông.
Vợ của ông, bà Elizabeth "Betty" Stettinius Trippe (1904-1983) là em gái của Thư ký Tổng thống Mỹ dưới thời Roosevelt và Truman, ông Edward R. Stettinius, Jr.. Họ có bốn người con, Elizabeth "Betsy" Stettinius Trippe, John T. Trippe, Charles W. Trippe và Edward S. Trippe.
Trippe được đóng bởi Alec Baldwin trong bộ phim The Aviator, phim về cuộc đời của đối thủ của Ông, Howard Hughes.